# 미스 아시아 어워즈
미스 아시아 어워즈( miss asia awards)는 퍼스트파운데이션이 운영하는 미인 대회이다. 이 대회는 중국과 한국의 퍼스트 파운데이션 설립자  김요셉 의장에 의해 발의되었으며, 매년 개최권을 아시아 주요 국가가 순회하여 개최하며 대회 주관 운용을 해당 국가가 보유하는 방식이며 2015년 중국 상하이에서 제1회 대회가 개최되었다. 매년 대회 우승기를 우승 해당국이 영구 보존하며  매년 우승자는 대회 판권사가 지정하는 지역에서 30일 내지는 60일에 이르는 해외 단기연수 및 활동을 포함하는 주요 옵션을 가지고 있으며 아시아 주요국가 20여개국에서 꾸준히 참여하는 대회로서 일본, 중국서는 자국 대회를 매년 개최하며 한국에서는 미스인터콘티넨탈 세미위너 2인이 참여하는 대회이다..
2015년 중국 상하이 개최 
2016년 중국 상하이 개최
2017년 한국 서울 및 광주 분산 개최
2018년 중국 상하이 개최
2019년 베트남 호치민 개최
2020~2021 코로나로 미개최
2022년 필리핀 클락 개최
2023년 한국 여수 개최 
2024년 중국 옌청 개최 